# Ralph Phillips
 (octobre 2022).
Ralph Phillips, surnommé « Bucky », né le 19 juin 1962, est un meurtrier de l'ouest de l'État de New York, arrêté le 8 septembre 2006 par la police de l'État de Pennsylvanie. Il était recherché pour avoir tiré sur trois soldats de l'État de New York, dont un est mort de ses blessures.

## Biographie
Le 7 septembre 2006, il devient le 483e fugitif inscrit par le FBI sur la liste des dix personnes les plus recherchées. Avant sa capture, Ralph Phillips devient l'un des rares fugitifs à figurer simultanément sur la liste des dix fugitifs les plus recherchés du FBI et sur la liste des quinze premiers du U.S. Marshal Service. Il est remplacé par Warren Jeffs sur la liste du FBI et est appréhendé le lendemain de son inscription.